# Barton Turf
Barton Turf est une paroisse civile et un village situé dans le comté de Norfolk , en Angleterre, Royaume-Uni.